# Dopp i grytan

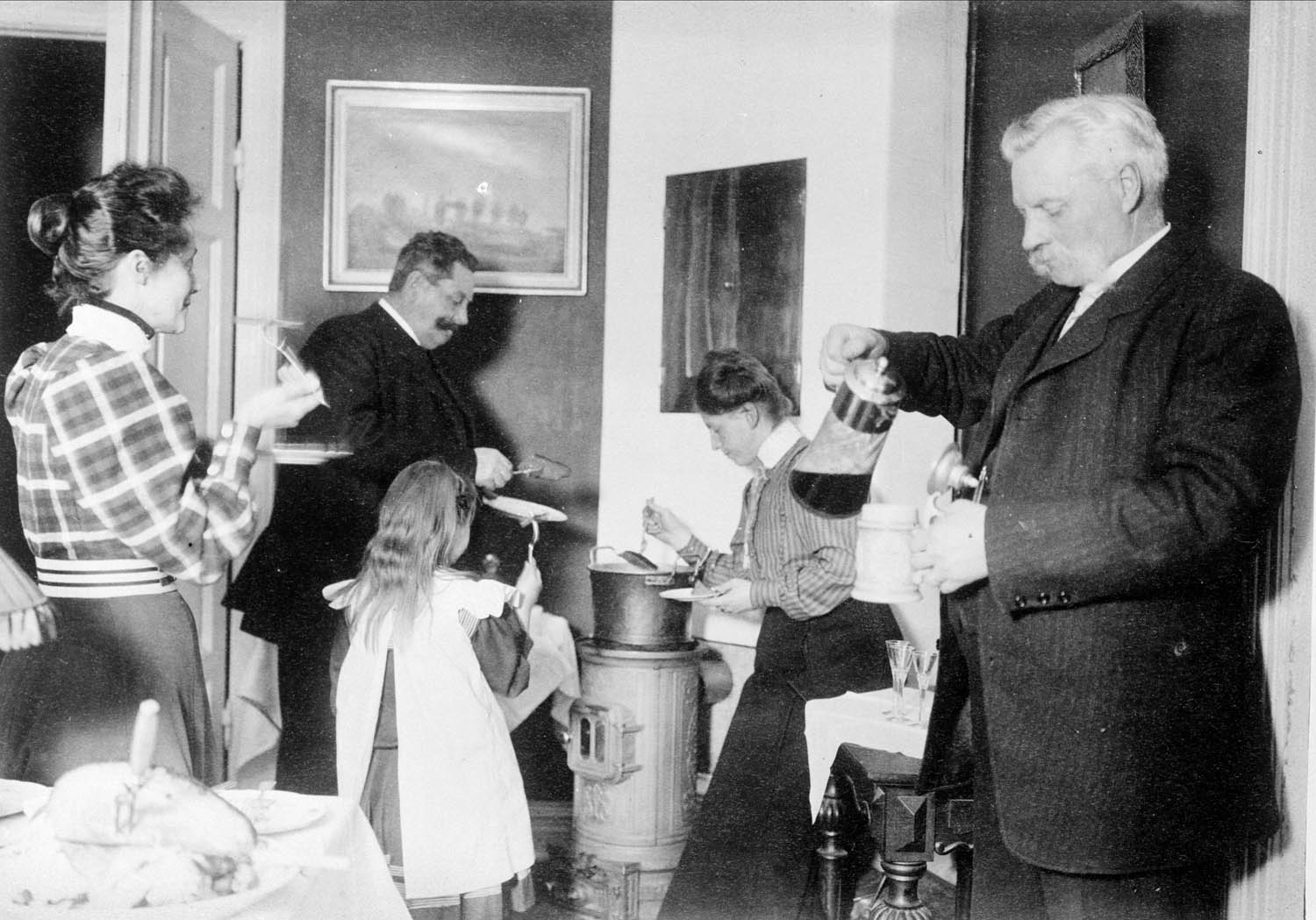
Jul. Dopp i grytan. Familj doppar i bröd i gryta med skinkspad som står på järnkamin. I förgrunden häller äldre man upp mumma i ett stop.

Dopp i grytan är bröd som doppats i varmt skinkspad och som äts som tillbehör till annan mat. Rätten förekommer traditionellt i Sverige i julfirandet vilket även har lett till att den 24 december ibland kallas för ”dopparedagen”.
Efter att man har avlägsnat fettkakan på det kalla skinkspadet kokar man ihop det till en lagom salt buljong. Man kan krydda med lite salvia, som alltid är bra till maträtter där fläsk och fett ingår. Brödet som doppas brukar ofta vara vörtbröd. Brödet bör inte vara alltför färskt.
I norra Sverige brukar ofta tunnbröd, men helst ljusugnsbröd, användas och rätten kallas då ibland för blöta. Brödet kan då antingen doppas i buljong eller mjölk. Denna variant av dopp i grytan äts vanligen ihop med skirat smör och skinka och kan ätas året om.
Att äta bröd på detta sätt var förr vanligt på grund av att det hårda brödet blev mer lättuggat.
Vanligtvis används en hålslev för att ta upp brödet ur skinkspadet.